# 松索納特 (薩爾瓦多)
13°43′N 89°43′W / 13.717°N 89.717°W

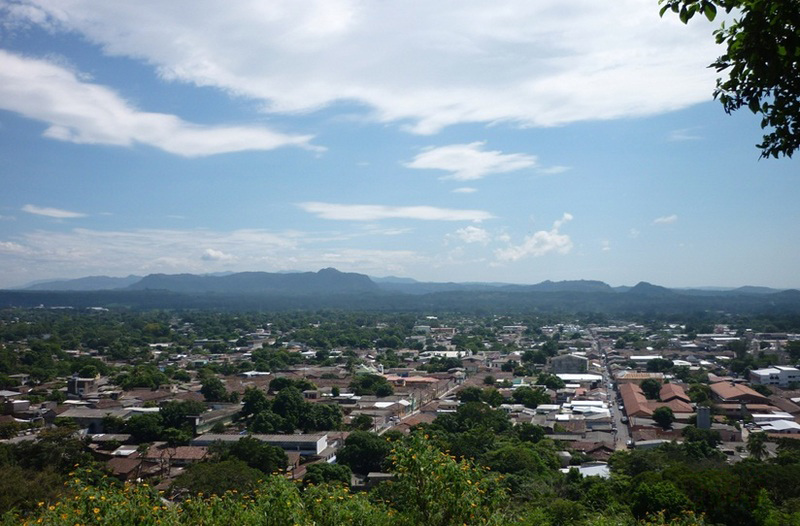
松索纳特

松索納特（西班牙語：Sonsonate）是薩爾瓦多的城鎮，位於該國西部，由松索納特省負責管轄，面積232.53平方公里，海拔高度246米，2007年人口71,541，人口密度每平方公里307.66人。